# Ambulyx takasago
Ambulyx takasago är en fjärilsart som beskrevs av Okano 1964. Ambulyx takasago ingår i släktet Ambulyx och familjen svärmare. Inga underarter finns listade i Catalogue of Life.